# Acequia de Los Molinos (Puerto Lumbreras)

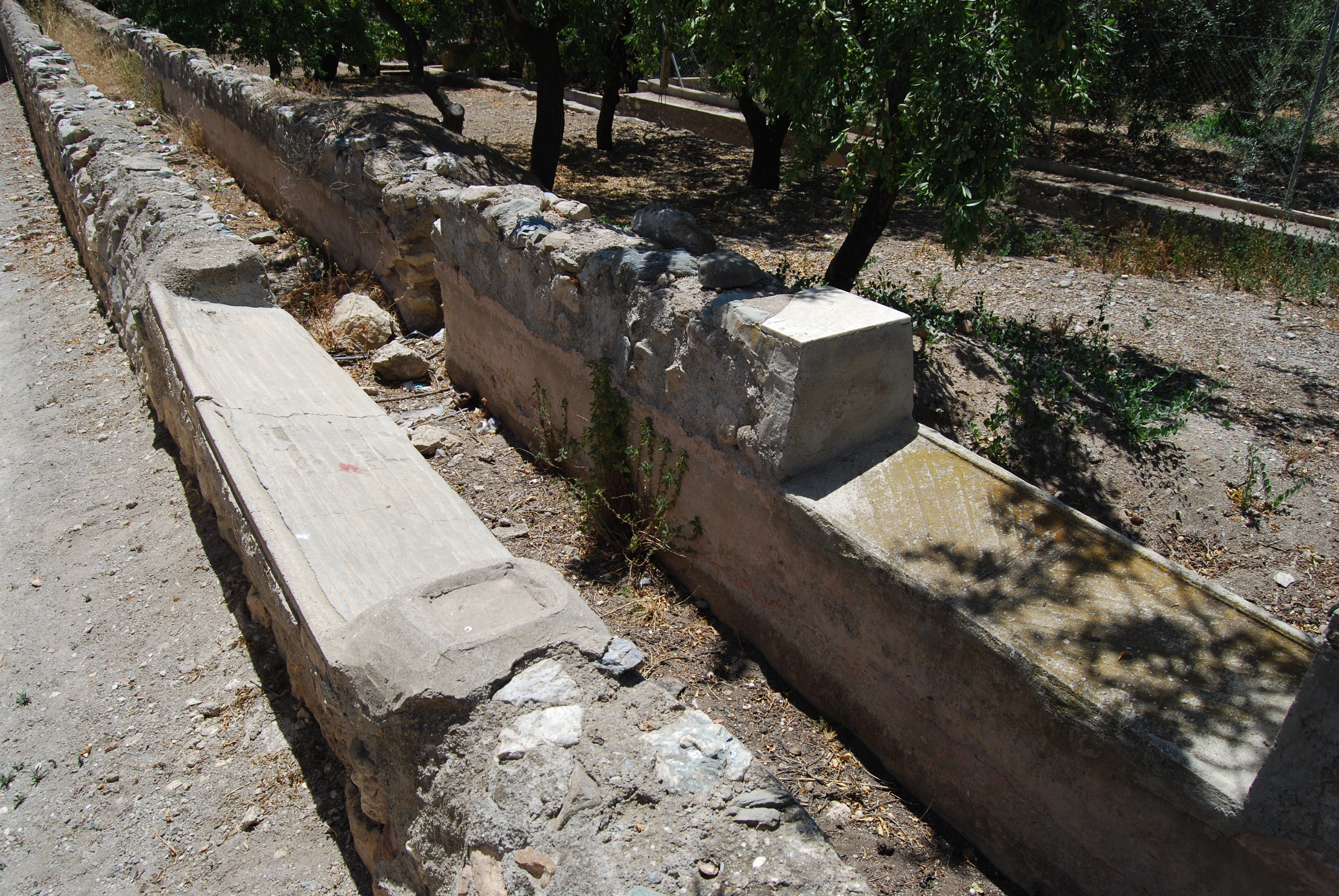
Vista de parte del recorrido

Canalización de agua situada en la margen izquierda de la rambla de Nogalte (Puerto Lumbreras, Región de Murcia) que proporcionaba el agua necesaria para riego y para accionar la maquinaria de cuatro molinos harineros (Jerez, Arco, Tío Pepe y El Copo).Recibe las aguas alumbradas en la margen derecha a través de un sifón de casi 100 metros de longitud y también caudales superficiales procedentes de la boquera de la Virgen. Forma parte del complejo sistema de aprovechamiento de la corriente regular de agua de curso subterráneo que corre bajo el cauce de la rambla de Nogalte, conocido como Lumbreras o Caño y Contracaño. Esta infraestructura comprende la captación del agua mediante galerías filtrantes, su distribución para el consumo humano (Fuente de Los Caños) y el almacenamiento de las aguas sobrantes en una balsa (Balsa de la Sociedad de Aguas), desde donde se distribuye para el riego.

## El uso del agua alumbrada

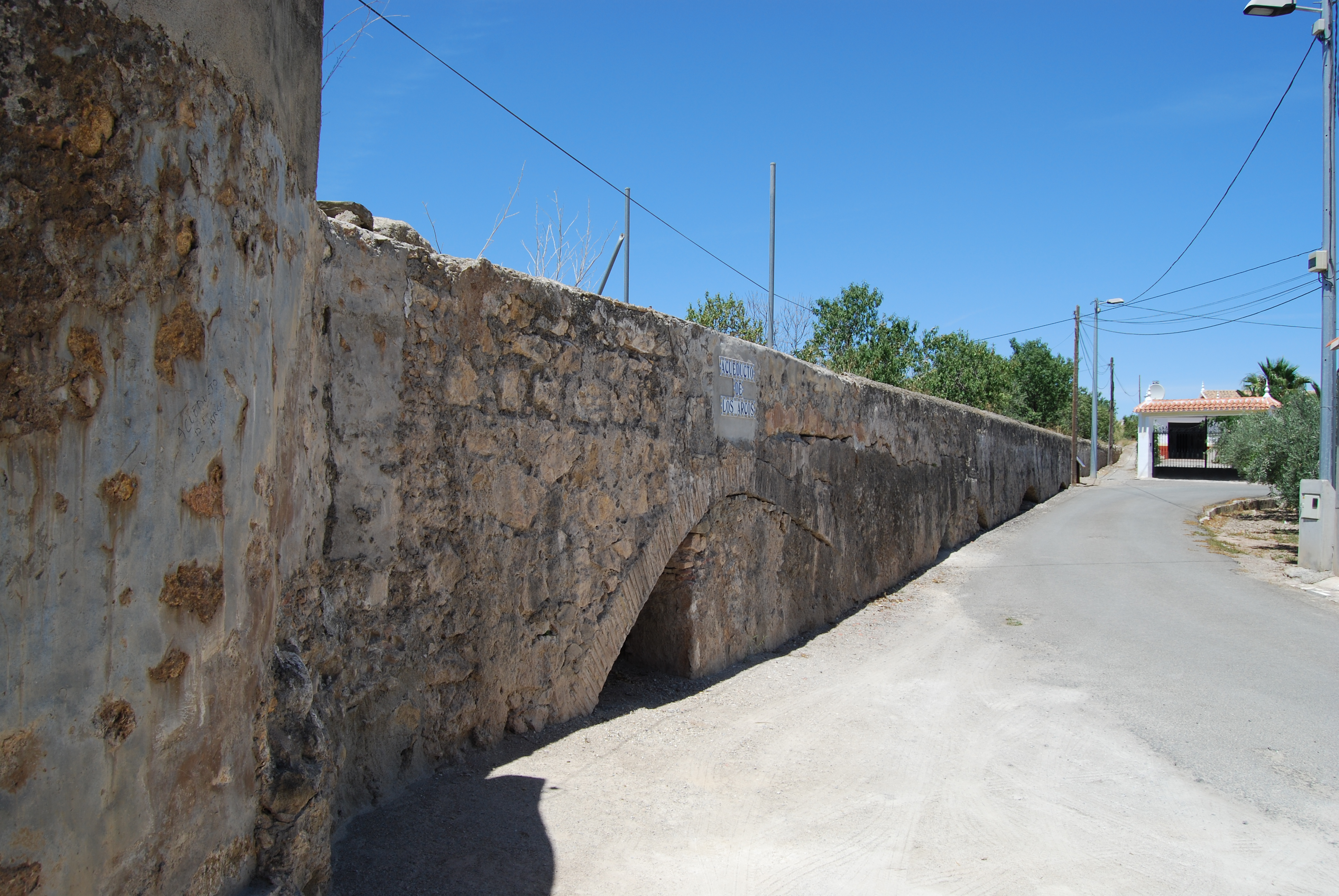
Acueducto de los Arcos

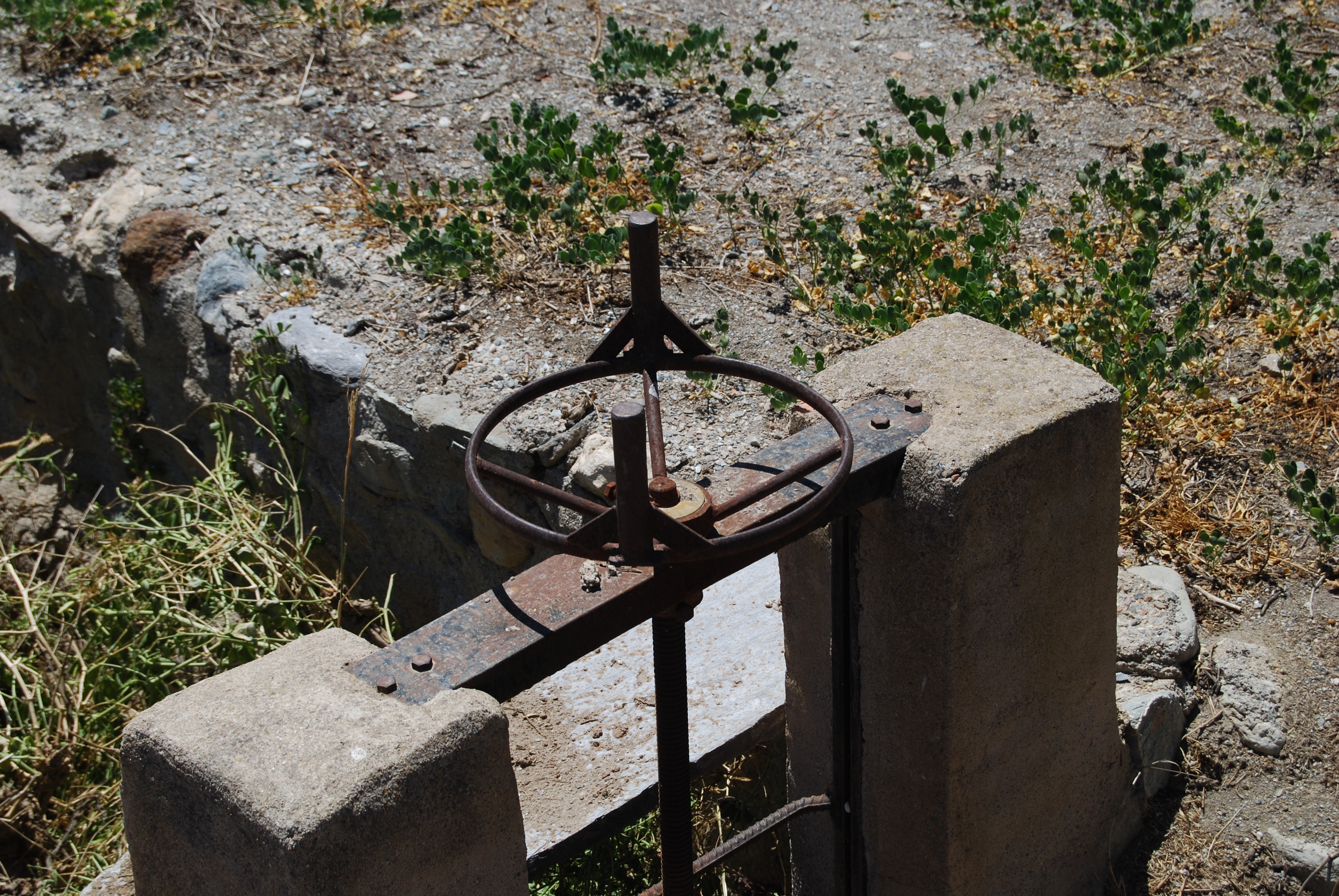
Partidor

Durante la Baja Edad Media, probablemente recogiendo la tradición en época islámica, la propiedad de las aguas alumbradas en Nogalte fue del Común y gestionada por el Concejo de Lorca, que mostró mucho interés en cuidar, limpiar y reparar las lumbreras. A partir del siglo XVIII, tras la intensificación de la roturación de los campos de Nogalte, hubo una gran inversión en mejoras del sistema por parte de particulares adinerados, pasando la propiedad de las aguas sobrantes almacenadas en la balsa, del Común a sus manos. En este contexto se enmarca construcción de los cuatro molinos situados junto a la acequia.

## La acequia
En el Fondo Cultural Espín de Lorca se conserva un paño pintado en la segunda mitad del siglo XVIII en los que se representa el aprovechamiento de las aguas alumbradas en la rambla de Nogalte. En este plano, pintado en 1770, se refleja lo que se denomina una traviesa, canalización que permite que el agua alumbrada en las galerías pasase de la margen derecha, donde se sitúa la balsa, a la izquierda, donde se utilizaba para el riego de tierras a través de acequias como la de Los Molinos.

Posteriormente, en el último tercio del siglo XIX, se lleva a cabo por iniciativa privada una mejora del sistema con la construcción de una presa subálvea y del Contracaño, lo que permitió aumentar el caudal de agua y, por tanto, mover la maquinaria de cuatro molinos harineros que fueron construidos junto a la acequia aprovechando esta circunstancia. En 1937, para evitar las pérdidas y roturas cada vez que se producía una avenida, se construye un sifón, tubería de casi 90 metros de larga y situada a dos metros de profundidad bajo la rambla.

Actualmente la acequia no es visible en todo su recorrido, ya que algunos tramos se encuentran soterrados. Otros se encuentran al aire, flanqueados por muretes de mampostería. Destaca un partidor localizado a 200 metros del Molino de Jerez, que divide a la acequia en dos ramales y un paso elevado donde la acequia toma altura, soportándola una arcada que llega a alcanzar los 2,5 metros de altura.

Existen además, a lo largo de toda la acequia, pequeños lavaderos para el servicio de las casas de la huerta en las que la colada se hacía al turno del agua para riego.

## Los molinos

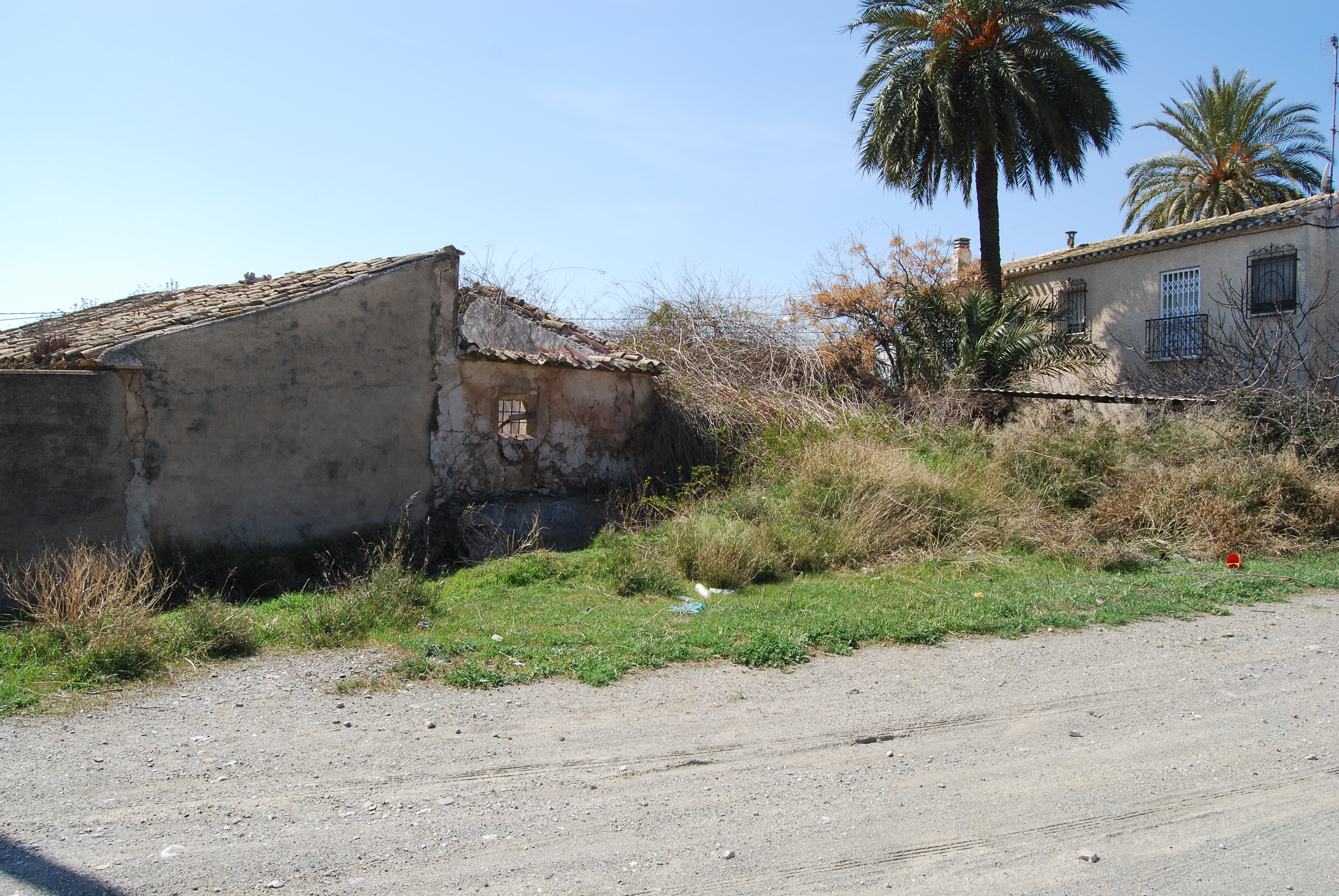
Molino de Jerez

Son cuatro los molinos situados junto a la acequia, todos ellos de cubo, lo que permite acumular agua en este depósito obteniendo mayor presión para el movimiento de las ruedas. Esta labor se reforzó con motores de gas pobre que eran alimentados por cáscara de almendra.

Los molinos son: 
- Molino de Jerez. Cuenta con dos cubos, el menor movía una piedra y el mayor dos. Disponía de máquina de gas pobre y balsa de agua para la refrigeración.
- Molino del Arco o del Tío Antonio Quiñonero. Dispone de un único cubo, de 10 metros de profundidad y 2,60 m de diámetro y dos balsas para la refrigeración del motor de gas pobre.
- Molino del Tío Pepe o de San José. Podía mover hasta dos piedras. Cuenta con un cubo de dos cuerpos, de cinco metros de profundidad, y un diámetro de 2,20 el mayor y 1,60 metros el menor.
- Molino de El Copo o de Ginés La Serradora, con un único cubo de 5 metros de profundidad y diámetro máximo de 2,20 metros.